# Operation Muschtarak
Operation Muschtarak (persisch مشترک, deutsch: „gemeinsam“, englische Schreibweise: Moshtarak) war eine Großoffensive der ISAF unter NATO-Führung im Krieg in Afghanistan seit 2001. Das Unternehmen unter Führung der United States Army und des United States Marine Corps begann am 13. Februar 2010 und endete am 7. Dezember 2010. Sie stellte die umfangreichste Operation des Bündnisses seit der Operation Achilles im Jahr 2007 dar.
Mit Bodentruppen, Panzern und Kampfhubschraubern haben 12.500 Mann der NATO-Truppen und 2500 afghanische Soldaten die Taliban-Hochburg Mardscha in der Provinz Helmand umstellt und angegriffen. Das umkämpfte Gebiet von Helmand ist eines der größten Anbaugebiete der Welt für Schlafmohn, aus dem Opium gewonnen wird. Die Zivilbevölkerung war bereits seit Tagen mit Flugblättern vor dem Angriff gewarnt worden. Angesichts der seit längerem erwarteten Offensive waren bereits in den vergangenen Tagen tausende Zivilisten aus der Region geflohen. Es war die bisher größte Offensive gegen die radikal-islamischen Kämpfer in Afghanistan seit Beginn des Afghanistan-Einsatzes im Jahr 2001. Operation Muschtarak sah vor die Macht der Taliban im Süden des Landes zu brechen.
An diesem Einsatz beteiligten sich US-amerikanische (4.800 Soldaten, darunter 4.500 Marineinfanteristen des United States Marine Corps), britische (1.200 Soldaten), französische, kanadische, dänische, estnische und afghanische Soldaten (2.500 Soldaten).
Den US-geführten Truppen gelang es in den folgenden Monaten bis zum Juli 2010 zwar Position in Marjah zu beziehen, jedoch nicht die Taliban komplett aus dem Gebiet zu vertreiben. Im September 2010 erklärte der britische Vize-Kommandeur der ISAF, Generalleutnant Nick Parker, die Kommandeure seien bezüglich Marjah zu optimistisch gewesen und erst jetzt würden die afghanischen Regierungsinstitutionen zu funktionieren beginnen.
Am 6. Oktober 2010 wurde im Verlauf der Kämpfe das Dorf Tarok Kolache völlig vernichtet. Zerstörungen dieses Ausmaßes durch Flächenbombardements hatte es zuletzt im Vietnamkrieg gegeben.
Am 7. Dezember wurde die Operation für erfolgreich beendet erklärt.
Michael Clarke, Direktor der britischen Denkfabrik RUSI, bezeichnete die militärische Kampagne als „wichtigste Operation seit dem Einmarsch (westlicher Streitkräfte in Afghanistan) im Jahr 2001“.